# UTC+4:51
UTC+4:51 (Bombajsko vreme) je vreme koje se koristilo u delu Indije od 1884. do 1955. godine. Odgovaralo je srednjem sunčevom vremenu Bombaja.
Ova vremenska zona je osmišljena na Meridijanskoj međunarodnoj konferenciji 1884. godine i Indija je bila podeljena na dve vremenske zone: zapadni deo za Bombajskim vremenom i istočni deo države sa vremenom Kalkute.
Indija je usvojila jedinstveno vreme u celoj zemlji 1. januara 1906. godine kada je odlučeno da se koristi (UTC+5:30). Bombajsko vreme se koristilo u regionu do 1955. godine.